# Canuto Reyes
El general Canuto Reyes fue un militar mexicano con idealismo villista que participó en la Revolución mexicana. Reyes fue un revolucionario que en sus inicios estuvo del lado constitucionalista, luego del asesinato de Madero, pero que posteriormente militó en las fuerzas de Francisco Villa, donde desempeñó importantes cargos como general de caballería del Ejército Villista, más conocida como la temible y poderosa División del Norte. Fueron las fuerzas del general Canuto Reyes quienes hirieron gravemente a Manuel M. Diéguez en el combate de Lagos de Moreno, Jalisco, en junio de 1915.